# Reidispongia tuberculata
Reidispongia tuberculata är en svampdjursart som beskrevs av Schlacher-Hoenlinger, Pisera och Hooper 2005. Reidispongia tuberculata ingår i släktet Reidispongia och familjen Phymatellidae.
Artens utbredningsområde är havet kring Nya Kaledonien. Inga underarter finns listade i Catalogue of Life.